# Svetozar Miletić
Svetozar Miletić (en cirílico: Светозар Милетић; Mošorin, 22 de febrero de 1826-Vršac, 4 de febrero de 1901) fue un abogado, periodista y político serbio. Fue alcalde de Novi Sad y líder político de los serbios en Voivodina. Miletić fue uno de los líderes ideológicos y políticos más influyentes de los serbios que vivían en la monarquía de los Habsburgo.

## Biografía

### Familia
Uno de los ancestros de Miletić fue Mileta Zavišić, quien llegó a la región de Bačka desde Hrvatska Kostajnica, cerca de la frontera con Bosnia-Herzegovina, donde dirigió una campaña de trescientos hombres y luchó contra los otomanos durante treinta y dos años. Puesto que los otomanos querían matarlo, Mileta se mudó a Bačka y cambió su apellido a Miletić. Sima, el hijo de Mileta, fue comerciante en Novi Sad. El hijo mayor de Sima, Avram Miletić, fue un comerciante, compositor y profesor. El segundo hijo de Avram, también Sima como su abuelo, era zapatero. Svetozar Miletić era el mayor de siete hijos nacidos de Sima y Teodosija en la aldea de Mošorin. Nació como Avram, pero se cambió de nombre a Svetozar

### Primeros años
Miletić asistió a gimnasios en Novi Sad, Modra y Požun (actual Bratislava), y obtuvo un doctorado en derecho en Viena en 1854, pero más tarde encontraría su verdadera vocación en la política.
Fue un luchador político por la libertad y los derechos de los serbios y otros pueblos en Austria-Hungría. Miletić fue uno de los fundadores de Ujedinjena omladina srpska (Juventud Serbia Unida) y fundador del Srpska narodna slobodoumna stranka (Partido Nacional Serbio de Librepensadores). Además, fue fundador y editor de la revista Zastava. Asumió la tarea de reconciliar a los serbios y magiares. Miletić había llegado a la conclusión de que el movimiento serbio en Voivodina podía alinearse con los objetivos serbios de libertad y unidad, y también con el movimiento europeo más amplio asociado con nombres como Niccolò Tommaseo, Daniele Manin, Giuseppe Mazzini, Garibaldi y Léon Gambetta. Otros serbios también se comprometieron políticamente, simpatizando con las ideas de la Ujedinjena omladina srpska, que atrajo a varias figuras influyentes en la vida pública serbia en el período de las décadas de 1860 y 1870, como Svetozar Marković, Jovan Ilić y Jovan Đorđević. Además, Miletić junto con Đorđević, Jovanović Zmaj, Branovački y otros fundaron el Teatro Nacional de Serbia en Novi Sad en 1861.
En el año 1844, mientras estaba en el Liceo Evangélico de Požun, conoció al líder eslovaco Ľudovít Štúr y cayó bajo su influencia. Miletić comenzó a considerar al pueblo serbio como una nación y rechazó el concepto de Ján Kollár, de solo cuatro pueblos eslavos (rusos, polacos, checos y eslavos del sur) y citó las últimas reformas de Vuk Stefanović Karadžić. Con motivo del primer gran conflicto en Europa, Miletić vio que su pueblo debía liberarse del yugo extranjero si quería sobrevivir como nación.

### Vida política

#### Revoluciones de 1848
En 1848 y 1849, cuando las revoluciones y rebeliones eran comunes, los húngaros comenzaron su guerra contra Austria. Los serbios, a su vez, se levantaron contra los húngaros por sus libertades nacionales y civiles, pero al concluir la paz se incorporaron como parte de los Habsburgo, sin que se reconozca ninguno de sus derechos, al igual que el resto de nacionalidades.
El preeminente entre los serbios en ese momento era Svetozar Miletić, quien aún estaba en sus días de estudiante en Požun. Editó un pequeño periódico titulado Serbski Soko, y luego fue a Pest. Visitó Belgrado y se hizo amigo de los principales liberales de Serbia. En esta ocasión, preparó una declaración para un movimiento estudiantil recién creado llamado simplemente Ujedinjena Omladina (Juventud Unida), que debía tener sucursales en Belgrado, Pest, Bratislava y Timișoara. Estaba profundamente decepcionado con el resultado de la revolución de 1848, que consideraba una oportunidad fallida para lograr la liberación nacional.

#### Asamblea de Mayo
Miletić invitaba a todos los estudiantes a preparar la nación para su liberación, pero luego caería en manos de la policía de Metternich, y desde 1847 Miletić estuvo bajo su constante observación. En abril de 1848, la Hofkriegsrat decidió que era inocente. Cuando Miletić vio el servilismo de la delegación serbia a la Dieta en Bratislava, instó a la generación más joven a ir entre la gente y animarla a luchar por las garantías nacionales. Dejó Bratislava, fue a Novi Sad, y luego a las fronteras militares, donde incitó a los Šajkaši a no ir a Italia y luchar contra la Joven Italia e ir como ganado al matadero, sino que les pidió que esperaran a la Asamblea que debía reunirse del 1 al 3 de mayo de 1848 (más conocida como la Asamblea de Mayo). 

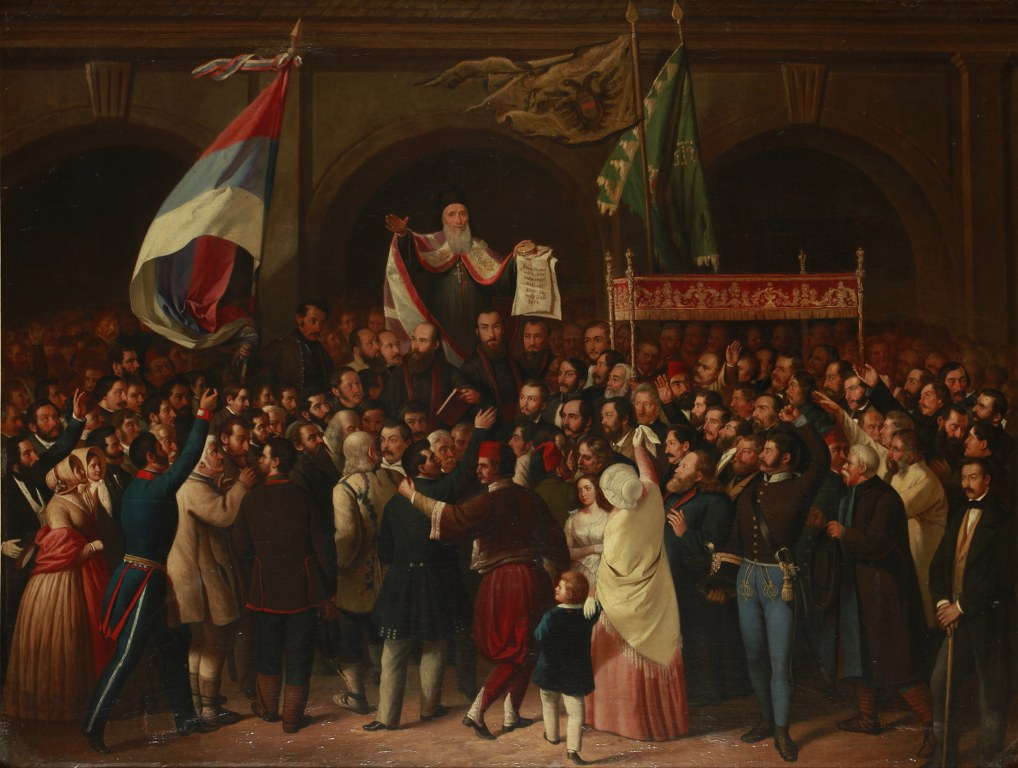
La Asamblea de Mayo, celebrada en Sremski Karlovci

 Esta asamblea estaba formada por los jóvenes que rodeaban a Miletić, pero su directiva estaba controlada por fuerzas más fuertes que ellos: el patriarca Josif Rajačić, el voivoda Stevan Šupljikac y el ban Josip Jelačić. Esto y el chovinismo de los magiares dieron al movimiento serbio en 1848, y aún más en 1849, una tendencia con la que Miletić no estaba de acuerdo. Siempre se tomaba el tiempo para señalar que los serbios y los eslavos no se liberarían con estas luchas. Su inclinación privada era aprovechar todo el desorden en Europa y seguir su propio camino: completar la liberación nacional. Miletić habría preferido encontrar un modus vivendi con los magiares, y que los Grenzer deberían haber sido enviados, junto con Alejandro Karađorđević y Pedro II de Montenegro, para liberar Bosnia, Herzegovina y Serbia. Miletić tomó una actitud cada vez más tibia en el movimiento a partir de entonces, y el 6 de abril de 1849, cuando ya se podía sentir la reacción, se retiró. Disgustado por el giro de los acontecimientos y la dirección que estaba tomando la vida nacional, Miletić abandonó la política por completo y comenzó a pensar en su escolaridad interrumpida.  Estudió derecho en Viena y recibió una de las becas dadas por el príncipe Miguel Obrenović,
Pasaría un largo período antes de que pudiera pagar con su trabajo nacional la deuda que tenía con Rajačić y el príncipe Mihailo, ya que el reaccionario régimen de Bach hacía imposible toda la vida pública. Miletić completó rápida y exitosamente su examen de abogado y estableció práctica en Novi Sad, y en ese momento se casó. Miletić pronto se hizo famoso y adquirió una posición material independiente.

#### Carrera política como líder de los serbios
Estas condiciones cambiaron después de las derrotas austríacas en Solferino y Magenta, cuando Francisco José I de Austria, por el Diploma de Octubre de 1860, consideró necesaria la introducción de un gobierno constitucional. Como un medio para apaciguar a los magiares, Francisco José ordenó la rápida reincorporación de la Voivodina serbia en el Reino de Hungría. Pero no estaban satisfechos con esta concesión e insistieron en la constitución de 1848, que solo se concedió después de la nueva derrota de Austria en Königgrätz en 1866. En los seis años que duró esta situación, la actitud de serbios y croatas, rumanos y eslovacos adquirió una importancia muy considerable. De hecho, si las nacionalidades se hubieran puesto del lado de Austria durante este período, como lo hicieron en 1848, Hungría difícilmente habría logrado esa completa independencia de la monarquía austríaca que se materializó en el Compromiso, o Ausgleich de 1867. Pero el régimen absolutista de Alejandro von Bach había enajenado a las nacionalidades y se arrojaron a los brazos del liberalismo magiar.
Nadie hizo más por esta nueva política que Svetozar Miletić, como representante de los serbios y húngaros. Asumió gentilmente el papel de mediador y la carga de reconciliar las animosidades tradicionales entre dos nacionalidades obstinadas y disipar las dudas y sospechas que habían encendido diez años de reacción. Miletić había llegado a la convicción de que el movimiento serbio en Vojvodina podía alinearse con los objetivos generales serbios de libertad y unidad, y también con el movimiento europeo en general. A esta idea dedicó todas sus dotes intelectuales y temperamento sumamente combativo.
Durante cierto tiempo, las circunstancias lo favorecieron. Miguel Obrenović estuvo en contacto con Gyula Andrássy y Ferenc Deák, que en ese momento estaban dispuestos a ayudar a Serbia a adquirir Bosnia y Herzegovina y liberar a otros pueblos bajo el dominio turco y, por esto, Miletić estaba dispuesto y ansioso por prestarles cualquier servicio posible a cambio. Voivodina se reincorporó a finales de 1860, y el 4 de enero de 1861, Miletić publicó un artículo que sirvió durante mucho tiempo como política de su partido y en el que, sin hacer caso omiso de la aceptación por parte de Hungría de Voivodina a manos de Austria, anunció a esta última que ya no tenía por qué contar con los serbios en sus disputas con otras naciones. En el mismo año, en una reunión política de los serbios y húngaros, celebrada en Sremski Karlovci, propuso la idea de buscar garantías para su nacionalidad, de acuerdo amistoso con los magiares. En el año 1865, fue elegido miembro del Sabor y apoyó un tipo peculiar de dualismo bajo el cual tanto Austria como Hungría se reorganizarían sobre una base federal: por lo tanto, se unió al club del partido Magyarophil.
Entre los intelectuales serbios de mayor edad, esta política despertó poca respuesta. Pero precisamente por la misma razón que la generación más joven —la intelectualidad, los comerciantes y los artesanos por igual— se reunió con mayor entusiasmo en 1866, cuando organizaron la Ujedinjena Omladina como símbolo de la política y la unidad. Los principales poetas y escritores serbios de la época dieron su apoyo al movimiento, que tenía como miembros a Miletić, Laza Kostić, Đura Jakšić, Jovan Jovanović Zmaj, entre otros. Esta nueva burguesía estuvo en estrecho contacto con el campesinado, y poco a poco, entre 1861 y 1871, toda la nación serbia en Voivodina dio su adhesión al partido nacional de Miletić. Cuando en 1872 se celebraron las elecciones para la Asamblea de la Iglesia Autónoma, este partido obtuvo 72 de un total de 75 escaños. A lo largo de este período, todos los honores que estaban en poder de los serbios conferir fueron prodigados a Svetozar Miletić como su líder reconocido. De 1865 a 1884 los representó en el Parlamento de Budapest; en 1861 y 1867 fue alcalde de Novi Sad; en 1871 se convirtió en presidente de Matica Srpska, la institución cultural serbia más antigua. Y Ujedinjena Omladina le otorgó el honor de voivoda en el Banato y Bačka, y župan en los tres condados que Deák, en 1862, había prometido delimitar a nivel nacional.

#### El compromiso austrohúngaro
Cuando los magiares concluyeron su compromiso de 1867 con Austria y la política exterior de la nueva Monarquía Dual cayó en manos de Andrássy. Cuando el príncipe Miguel fue asesinado en 1868, Andrássy adoptó como parte de su programa la ocupación austrohúngara de Bosnia y Herzegovina y la nueva Hungría comenzó a falsificar sus antiguos principios liberales en aras de una magiarización total, entonces nadie reaccionó con más fuerza al cambio de situación que él, que hasta ese momento había sido el más firme creyente en el liberalismo magiar. Políticamente, el principio subyacente al acuerdo era que el imperio debía dividirse en dos partes, en una de las cuales gobernarían los magiares, en la otra los alemanes; ya sea en la sección de las carreras eslavos (los serbios, croatas, checos, eslovacos, polacos, rutenios, y eslovenos) y los rumanos e italianos eran para ser colocados en una posición de inferioridad política.

#### Encarcelamiento y muerte
Miletić fomentó tal oposición al progreso de Austria en los Balcanes, que la ocupación de Bosnia implicó lógicamente la extinción política de Miletić. De acuerdo con los deseos de Francisco José I de Austria y Andrássy, Tisza, con su acostumbrada brutalidad y un total desprecio de la inmunidad parlamentaria, ordenó el arresto de Miletić el 5 de julio de 1876 y luego inició su búsqueda de pruebas incriminatorias. En las cárceles de Voivodina encontró un solo testigo, un individuo decadente cuya palabra ningún tribunal libre de influencia política hubiera soñado con aceptar. Sin saber cuánto tiempo duraría la crisis iniciada por la Guerra Serbo-Turca, Tisza pospuso el juicio durante dieciocho meses. Poniendo sus esperanzas en la opinión europea, Mihailo Polit-Desančić, compañero de Miletić, hizo todo lo posible para acelerar una investigación (que finalmente probaría la inocencia de Miletić) defendiéndolo en la corte de Budapest, pero fue en vano. A principios de 1878, Miletić fue condenado por alta traición y condenado a cinco años de prisión y una fuerte multa. El 27 de noviembre de 1879, cuando la ocupación de Bosnia era ya un hecho consumado, Francisco José perdonó a la víctima de su política de expansión balcánica. Aunque la salud de Miletić se vio afectada por sus tres años y medio de confinamiento, todavía encontró la fuerza para liderar a sus compatriotas en la Voivodina durante otros dos años. En 1881, ante una fuerte presión por parte de las autoridades administrativas, consiguió su elección al Parlamento de Budapest.

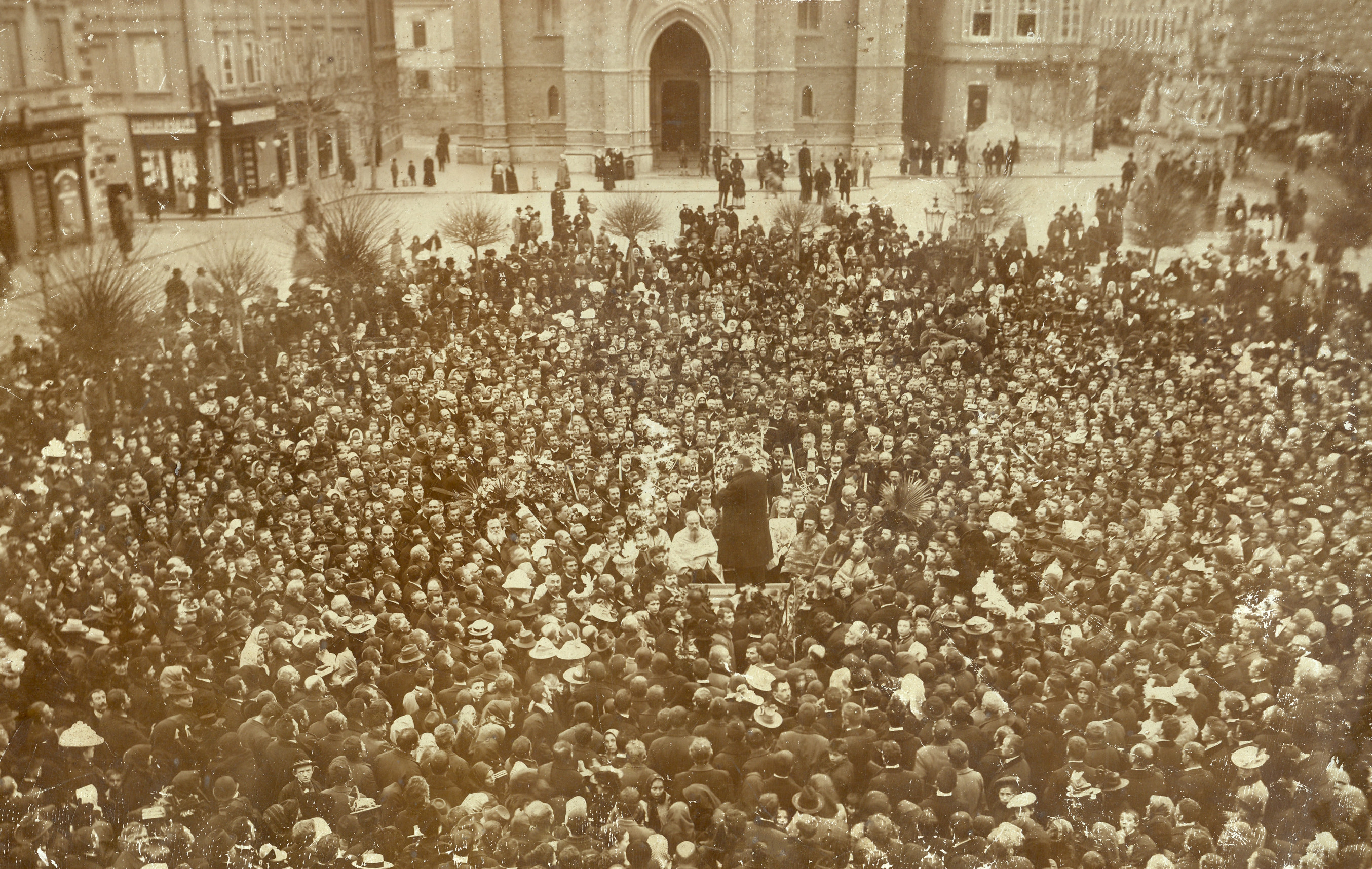
Funeral de Svetozar Miletić

De 1884 a 1889, su enfermedad fue tan grave que tuvo que ser trasladado a un asilo. Entonces, por fin, su locura lo abandonó. Aunque vivió hasta el año 1901, su mente nunca se recuperó lo suficiente por completo como para reanudar el liderazgo de los serbios de Voivodina, ahora muy desunidos y debilitados. Su desaparición de la vida pública contribuyó de manera muy material al largo período de depresión por el que pasaron los serbios, y que duró hasta las guerras balcánicas de 1912 y 1913. Incluso hoy los serbios de Voivodina son demasiado conscientes del vacío que Miletić dejó. Poseía en un dominio sorprendente en oratoria, combinado con una presencia física magnífica y llamativa que hoy se materializa en su monumento en Novi Sad.
Miletić murió en Vršac el 4 de febrero de 1901 y fue enterrado en Novi Sad.

## Legado
Hay pueblos que llevan su nombre: Svetozar Miletić, un pueblo del municipio de Sombor; también Miletićevo, un pueblo del municipio de Plandište.
Está incluido en Los 100 serbios más destacados.

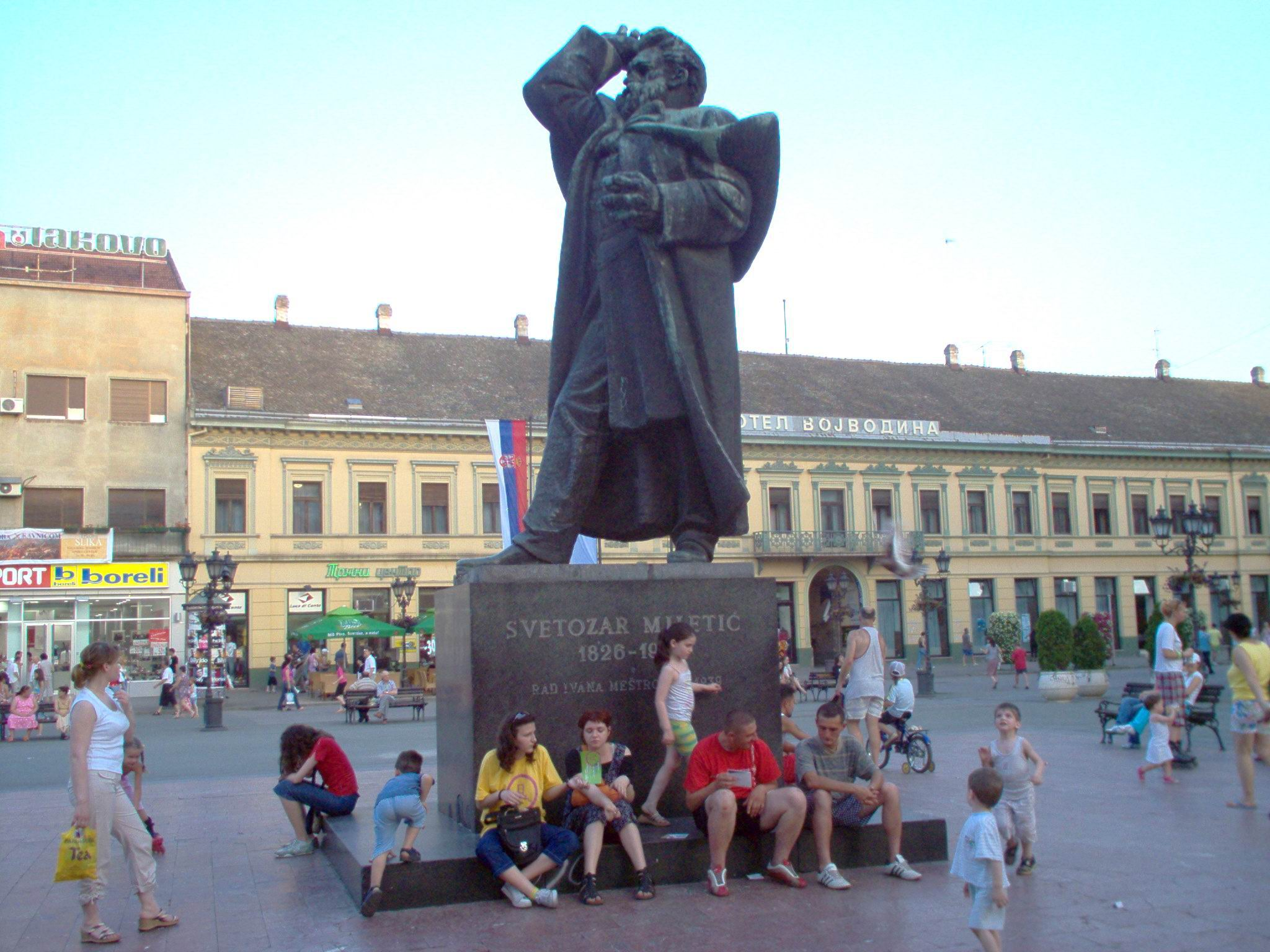
Monumento a Svetozar Miletić en Novi Sad

Ivan Meštrović erigió un monumento de Miletić en Novi Sad.
En 2020 se produjo un largometraje sobre la vida de Miletić titulado Ime naroda (El nombre de la gente).

## Obras notables
- Na Tucindan (1860; Antes de Navidad)
- Istočno pitanje (1863; La cuestión oriental)
- Značaj i zadatak srpske omladine (1866, La importancia y la tarea del movimiento juvenil serbio)
- Federalni dualizam (1866; dualismo federal)
- Osnova programa za srpsku liberalno-opozicionu stranu (1869; El programa básico del partido de oposición liberal serbio)
- O obrazovanju ženskinja (1871; Sobre la educación de la mujer)